# Підключична артерія
Підключична артерія (лат. arteria subclavia) є однією з головних артерій верхньої частини тіла людини, яка живить голову, верхні кінцівки і верхню частину тулуба людини.

## Анатомія
Підключична артерія — це парна судина. Права підключична артерія виходить з плечоголовного стовбура, а ліва підключична артерія (довша за праву) виходить з дуги аорти. Утворюючи випуклу догори дугу, підключична артерія огинає купол плеври і через верхній отвір грудної клітки виходить на шию, проходить у міждрабинчастий проміжок, де лежить в однойменній борозні першого ребра. Вийшовши з міждрабинчастого проміжку, артерія біля зовнішнього краю першого ребра продовжується в пахвову артерію, остання переходить у плечову артерію.

## Відділи підключичної артерії
- перший — від місця її початку до входу в міждрабинчастий проміжок
- другий — у міждрабинчастому проміжку
- третій — від міждрабинчастого проміжку до входу в пахвову порожнину

### Перший відділ
У першому відділі від артерії відгалужуються хребетна артерія, від якої відходять внутрішня грудна артерія та щитошийний стовбур.

#### Хребтова артерія
Хребетна артерія (лат. a.vertebralis) — це найбільша гілка підключичної артерії, починається від її верхньої поверхні, входить у поперечний отвір четвертого шийного хребця і пролягає в каналі, утвореному отворами в поперечних відростках шийних хребців. Разом з артерією проходить хребтова вена. Вийшовши з поперечного отвору першого шийного хребця, хребтова артерія проходить у його бороздні (лат. sulcus a. vertebralis). Пронизавши задню атланто-потиличну перетинку і тверду мозкову оболону, артерія проходить через великий потиличний отвір у задню черепну ямку, де анастомозує з контрлатеральною хребетною артерією, утворюючи основну артерію, що розташована в однойменній борозні мосту.
Залежно від місця розташування в хребтовій артерії розрізняють чотири частини:
- передхребтову — від підключичної артерії до вступу в поперечний отвір шостого шийного хребця
- поперечну частину — у поперечних отворах шостого-другого шийних хребців
- атлантову частину — у поперечному отворі та однойменній борозні першого шийного хребця
- внутрішньочерепну — у порожнині черепа

На шиї від хребетної артерії відгалужуються спинномозкові гілки (лат. rr. spinales), що через міжхребцеві отвори проникають у спинномозковий канал. У порожнині черепа від хребетної артерії відходять :
- передня спинномозкова артерія (лат. a. spinalis anterior) — права й ліва, з'єднуються в один стовбур, що опускається по передній серединній щілині довгастого та спинного мозку
  - задня спинномозкова артерія (лат. a. spinalis posterior), парна артерія, що опускається по задній поверхні довгастого та спинного мозку; спинномозкові артерії, йдучи вздовж спинного мозку, анастомозують зі спинномозковими гілками гілками хребтових, міжребрових і поперекових артерій
    - задня нижня мозочкова артерія (лат. a. inferior posterior cerebelli) — розгалужується на нижній поверхні півкуль мозочка.

#### Внутрішня грудна артерія

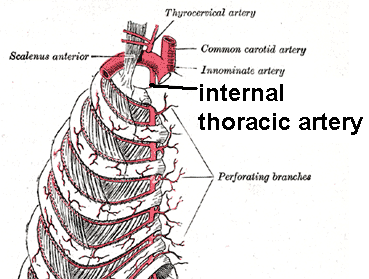
Внутрішня грудна артерія (на мал. Internal thoracic artery

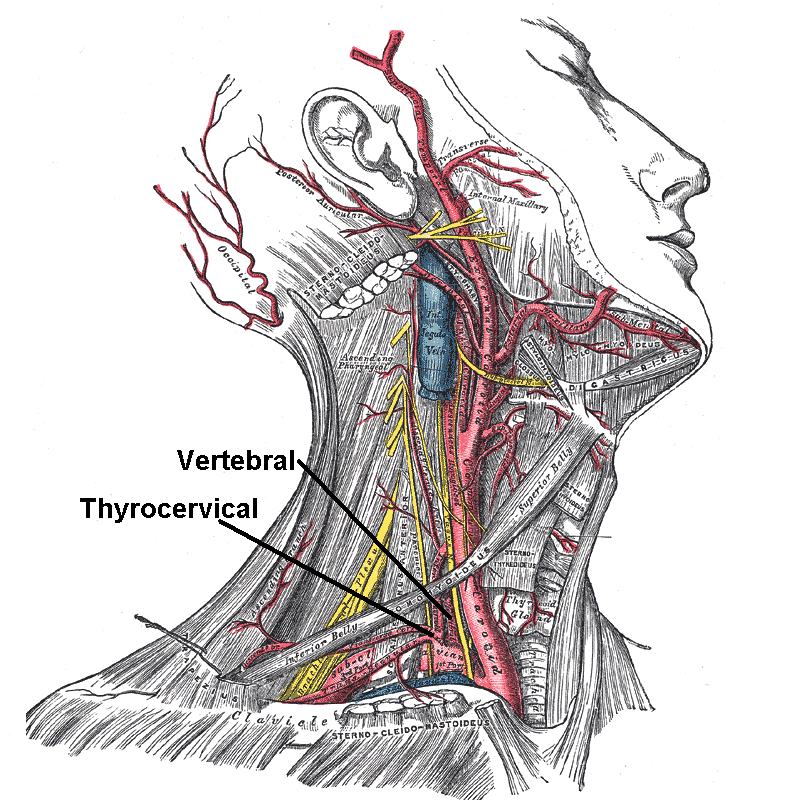
Щитошийний стовбур.

Внутрішня грудна артерія (лат. a. thoracica interna) — відходить від нижньої поверхні підключичної артерії. Вона кровопостачає загрудинну залозу, сполучну тканину верхнього й переднього середостінь, головні бронхи, осердя, пристінкову плевру, грудину, діафрагму, міжреброві та грудні м'язи, прямий м'яз живота, груди. Іде позаду грудинно-ключичного суглоба у верхньому та нижньому середостінні, у передньому середостінні позаду хрящів 1-7 ребер на 2 см зовні від бічного краю грудної кістки, під внутрішньогрудною фасцією. Нижче від хряща сьомого ребра вона розгалужується на м'язово-діафрагмову та верхню надчеревну артерію. Також від неї відходять наступні гілки:
- осерднодіафрагмова артерія
  - гілки загруднинної залози
    - бронхові гілки
      - грудинні гілки
        - пронизні гілки — у верхніх п'ятому-шостому міжребрових проміжках проходять у великий і малий грудні м'язи; від третіх-п'ятих пронизних гілок у жінок відходять присередні гілки груді (rr. mammarii mediales)
          - передні міжреброві гілки — відходять по дві в кожному з п'яти верхніх міжребрових проміжків
            - середостінні гілки
              - м'язоводіафрагмова артерія — прямує позаду ребрової дуги і віддає передні міжреброві гілки до п'яти міжребрових проміжків
                - верхня надчеревна артерія — входить у піхву прямого м'яза живота й анастомозує з нижньою надчеревною артерією

### Щитошийний стовбур
Щитошийний стовбур (лат. truncus thyrocervicalis) — знаходиться біля внутрішнього краю переднього драбинчастого шару. Від нього відходять:
- нижня щитоподібна артерія (лат. a. thyroidea inferior), яка своїми гілками кровостачає щитоподібну залозу, глотку, верхній відділ стравоходу, трахею, гортань
- висхідна шийна артерія (лат. a. cervicalis ascendens) — підіймається по драбинчастих м'язах вгору, кровопостачає глибокі м'язи шиї та спинний мозок
- надлопаткова артерія (лат. a. suprascapularis) — проходить через вирізку лопатки в надостьову і підостьову ямки, де кровопостачає однойменні м'язи й анастомозує з огинальною артерією лопатки.

## Другий відділ

### Реберношийний стовбур

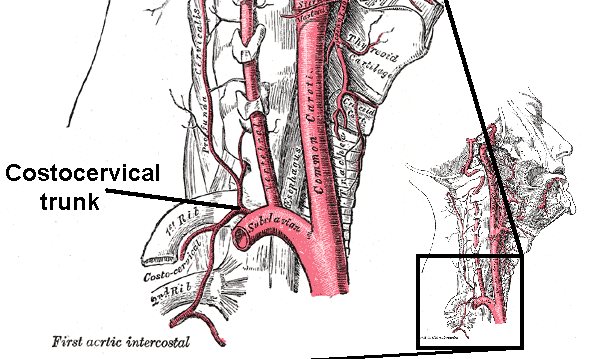
Реберношийний стовбур

Реберношийний стовбур (лат. truncus costocervicalis) — короткий, відділяється від підключичної артерії в міждрабинчастому проміжку. Розгалужується на дві тонкі артерії:
- глибока шийна артерія (лат. a. cervicalis profunda) — вона прямує назад, між першим ребром і поперечним відростком сьомого шийного хребця і кровопостачає глибокі м'язи спини
- найвища міжреброва артерія (лат. a. intercostalis superema) — іде попереду шийки першого ребра і розгалужується в перших двох міжребрових проміжках ззаду, утворюючи першу й другу задні міжреброві артерії

### Базилярна артерія
Базилярна артерія (лат. a. basilaris) біля переднього краю мосту ділиться на дві кінцеві гілки — праву і ліву задні мозкові артерії, що розгалужуються на нижній поверхні скроневої і потиличної часток півкуль великого мозку. Ці артерії за допомогою правої і лівої задніх сполучних артерій анастомозують з правою і лівою сонними артеріями, утворюючи артеріальне коло великого мозку або коло Віллізія.

## Третій відділ
У третьому відділі підключичної артерії біля бічного краю переднього драбинчастого м'яза від підключичної артерії відходить поперечна артерія шиї. Вона пронизує плечове сплетення, поділяючись на поверхневу. яка кровопостачає м'язи спини, і глибоку гілку, або тильну артерію лопатки, яка по присередньому краю лопатки опускається до м'язів спини. На верхній кінцівці тулуба підключична артерія продовжується в пахвову артерію.

## Гістологія підключичної артерії
Підключична артерія є артерією м'язово-еластичного типу. Її стінки побудовані з трьох оболонок:
- внутрішня — утворена з ендотелію та підендотеліального шару. Ендотелій утворений пластом плоских полігональної форми, витягнутих у довжину клітин з нерівними хвилястими краями, які лежать на базальній мембрані. Підендотеліальний шар утворений пухкою неоформленою сполучною тканиною, в якій знаходяться тонкі еластичні та колагенові волокна.
- середня — складається з гладеньких м'язових клітин та еластичних волокон, співвідношення яких у середній оболонці становить приблизно 1:1. У цій оболонці міститься невелика кількість фібропластів і колагенових волокон.
- зовнішня — утворена пухкою волокнистою сполучною тканиною, яка містить пучки гладеньких міоцитів, еластичних і колагенових волокон. У ній присутні судини судин, які забезпечують трофічну функцію.